# 54237 Hiroshimanabe
54237 Hiroshimanabe este un asteroid din centura principală de asteroizi.

## Descriere
54237 Hiroshimanabe este un asteroid din centura principală de asteroizi. A fost descoperit pe 5 mai 2000 la Kuma Kogen de Akimasa Nakamura. Asteroidul prezintă o orbită caracterizată de o semiaxă mare de 3,15 ua, o excentricitate de 0,19 și o înclinație de 10,5° în raport cu ecliptica.